# Българско училище в Берлин
Българското училище в Берлин (на немски: Bulgarische Schule in Berlin) е училище на българската общност в град Берлин, Германия. Създадено е през 1966 г. То функционира към сдружение „Българско училище в Берлин“.

## История
През 1966 г. се създава българско училище в Берлин, като до 1991 г. е финансирано от правителството на България. По това време българското училище заема класни стаи на училището на адрес: Ifflandstraße 11, а по-късно ползва стаи в сградата на адрес: Krausenstraße 73. Настъпилите през 1990 г. политически и икономически промени в държавите от Източна Европа допринасят и за редица проблеми от финансово естество в България. Поради тази причина държавната издръжка на училището е спряна. През 1991 г. поддържници на българското училище основават сдружение с идеална цел „Българско училище в Берлин“. Целта е да се запази съществуването на училището и да се продължи неговата традиция. Сдружение „Българско училище в Берлин“ е регистрирано в регистъра на сдруженията в районен съд Шарлотенбург с № 11589 Nz, като член на сдружението може да стане всеки, който признае целите и устава му.

## Обучение
Обучението се финансира от учебни такси и дарения и е съобразено с изискванията на Министерството на образованието и науката на България по преподаваните предмети от I до XII клас: роден край и родинознание (от I до IV клас), български език и литература, география на България, история на България, музика, свят и личност (от V до XII клас). През 2009 и 2010 г. част от обучението се финансира по Националната програма „Роден език и култура зад граница“.